# Apophua stena
Apophua stena är en stekelart som först beskrevs av Setsuya Momoi 1963.  Apophua stena ingår i släktet Apophua och familjen brokparasitsteklar. Inga underarter finns listade i Catalogue of Life.